# Atletica leggera ai Giochi della XX Olimpiade - Staffetta 4×100 metri femminile

Video della Finale

La staffetta 4×100 metri ha fatto parte del programma femminile di atletica leggera ai Giochi della XX Olimpiade. La competizione si è svolta nei giorni 9-10 settembre 1972 allo Stadio olimpico di Monaco.

## Presenze ed assenze delle campionesse in carica
| Competizione      | Atleta         | Prestazione | Monaco 1972 |
| ----------------- | -------------- | ----------- | ----------- |
| Olimpiadi 1968    | Stati Uniti    | 42”8        | Presenti    |
| Commonwealth 1970 | Australia      | 44”14       | Presente    |
| Asiatici 1970     | Giappone       | 47”2        | Non qual.   |
| Panamericani 1971 | Stati Uniti    | 44”59       | Presenti    |
| Europei 1971      | Germania Ovest | 43”30       | Presente    |

## Risultati

### Turni eliminatori
| 2 Batterie | 9 settembre  | 15 squadre | Si qualificano le prime 4 |
| Finale     | 10 settembre | 8          |                           |

### Batterie
| Pos. | Nazione          | Atleti                                                                                      | Totale | Nota |
| ---- | ---------------- | ------------------------------------------------------------------------------------------- | ------ | ---- |
| 1    | Cuba             | Marlene Elejarde, Carmen Valdés Fulgencia Romay, Silvia Chivás                              | 43"67  | Q    |
| 2    | Unione Sovietica | Marina Sidorova, Galina Bukharina Ljudmila Maslakova, Nadezhda Besfamilnaya                 | 43"77  | Q    |
| 3    | Australia        | Maureen Caird, Raelene Boyle Marion Hoffman, Penny Gillies                                  | 44"03  | Q    |
| 4    | Polonia          | Helena Fliśnik, Barbara Bakulin Urszula Jóźwik, Danuta Jędrejek                             | 44"19  | Q    |
| 5    | Italia           | Maddalena Grassano, Alessandra Orselli Laura Nappi, Cecilia Molinari                        | 44"62  |      |
| 6    | Finlandia        | Tuula Rautanen, Mona-Lisa Strandvall-Pursiainen Pirjo Wilmi-Häggman, Marika Eklund-Lindholm | 44"68  |      |
| 7    | Nigeria          | Emilie Edet, Ashanti Obi Helen Olaye, Modupe Oshikoya                                       | 45"15  |      |
| -    | Filippine        | Lucila Salao, Carmen Torres Aida Mantawel, Amelita Alanes                                   | Squal  |      |

| Pos. | Nazione        | Atleti                                                             | Totale | Nota |
| ---- | -------------- | ------------------------------------------------------------------ | ------ | ---- |
| 1    | Germania Est   | Evelin Kaufer, Christina Heinich Bärbel Struppert, Renate Stecher  | 42"88  | Q    |
| 2    | Germania Ovest | Christiane Krause, Ingrid Becker Annegret Richter, Heide Rosendahl | 42"97  | Q    |
| 3    | Stati Uniti    | Martha Rae Watson, Mattiline Render Mildrette Netter, Iris Davis   | 43"07  | Q    |
| 4    | Gran Bretagna  | Andrea Lynch, Della James Judy Vernon, Anita Neil                  | 43"76  | Q    |
| 5    | Bulgaria       | Diana Jorgova, Ivanka Valkova Ivanka Venkova, Yordanka Yankova     | 43"95  |      |
| -    | Giamaica       | Lelieth Hodges, Vilma Charlton Carol Cummings, Debbie Byfield      | Squal  |      |
| -    | Svezia         | Anneli Olsson, Gun Olsson Karin Wallgren-Lundgren, Linda Haglund   | Squal  |      |

### Finale
| Pos.    | Nazione          | Atleti                                                                      | Totale | Nota  |
| ------- | ---------------- | --------------------------------------------------------------------------- | ------ | ----- |
| Oro     | Germania Ovest   | Christiane Krause, Ingrid Becker Annegret Richter, Heide Rosendahl          | 42"81  | [ 1 ] |
| Argento | Germania Est     | Evelin Kaufer, Christina Heinich Bärbel Struppert, Renate Stecher           | 42"95  |       |
| Bronzo  | Cuba             | Marlene Elejarde, Carmen Valdés Fulgencia Romay, Silvia Chivás              | 43"36  |       |
| 4       | Stati Uniti      | Martha Rae Watson, Mattiline Render Mildrette Netter, Iris Davis            | 43"39  |       |
| 5       | Unione Sovietica | Marina Sidorova, Galina Bukharina Ljudmila Maslakova, Nadezhda Besfamilnaya | 43"59  |       |
| 6       | Australia        | Maureen Caird, Raelene Boyle Marion Hoffman, Penny Gillies                  | 43"61  |       |
| 7       | Gran Bretagna    | Andrea Lynch, Della James Judy Vernon, Anita Neil                           | 43"71  |       |
| 8       | Polonia          | Helena Fliśnik, Barbara Bakulin Urszula Jóźwik, Danuta Jędrejek             | 44"20  |       |